# 扎巴羅-達維季夫卡
50°58′13″N 27°27′11″E / 50.97028°N 27.45306°E
扎巴羅-達維季夫卡（烏克蘭語：Забаро-Давидівка），是烏克蘭北部的村莊，隸屬日托米爾州的茲維亞赫爾區。該村面積0.05平方公里，海拔高度200米，2001年人口58，人口密度每平方公里1,115.38人。